# PHP-GTK
PHP-GTK es  una extensión para el lenguaje de programación PHP que permite la utilización de GTK+. Provee una interfaz orientada a objetos a las clases y funciones de GTK+ permitiendo simplificar la creación de programas multiplataforma con  interfaz gráfica. PHP-GTK fue publicado el 1 de marzo del 2001.
Algunos usos que se le han dado a PHP-GTK:
- Nova P2P , un cliente de código abierto para la red gnutella.
- Agata Report  - Una herramienta para generación de reportes de bases de datos
- Tulip Editor  - Un IDE en  PHP-GTK.
- Priado Blender  - un compilador de PHP-GTK.